# Gómez de Albornoz
Pedro Gómez Alvarez de Albornoz (Cuenca, 1322 – 1377) è stato un condottiero spagnolo.
Nipote di Egidio Albornoz, fu ambasciatore in Italia e governatore di Bologna (1361-1364). Acerrimo nemico dei Visconti, fu sostituito da Androino de la Roche e si spostò a Napoli, dove fu generale di guerra.
Dopo la morte dello zio governò Ascoli e Spoleto e fu eletto senatore.